# Satz von Motzkin-Taussky
Der Satz von Motzkin-Taussky ist ein Resultat aus der Operator- und Matrizentheorie über die Darstellung einer Summe zweier beschränkter, linearer Operatoren (resp. Matrizen). Der Satz wurde von Theodore Motzkin und Olga Taussky-Todd bewiesen.
Das Theorem findet Anwendung in der Störungstheorie, wo man u. a. Operatoren der Form
{\displaystyle T+xT_{1}}
untersucht.

## Aussage
Sei {\displaystyle X} ein endlich-dimensionaler komplexer Vektorraum. Weiter seien {\displaystyle A,B\in B(X)} so, dass alle Linearkombinationen
{\displaystyle T=\alpha A+\beta B}
diagonalisierbar sind für alle {\displaystyle \alpha ,\beta \in \mathbb {C} }. Dann sind alle Eigenwerte von {\displaystyle T} von der Form
{\displaystyle \lambda _{T}=\alpha \lambda _{A}+\beta \lambda _{B}}
(d. h. sie sind linear in {\displaystyle \alpha } und {\displaystyle \beta }) und {\displaystyle \lambda _{A},\lambda _{B}} sind unabhängig von der Wahl der {\displaystyle \alpha ,\beta }.
Hier steht {\displaystyle \lambda _{A}} für einen Eigenwert von {\displaystyle A}, analog {\displaystyle \lambda _{B}} für einen Eigenwert von {\displaystyle B}.

### Erläuterungen
- Bei Motzkin und Taussky heißt die obige Eigenschaft der Linearität der Eigenwerte in {\displaystyle \alpha ,\beta } L-Eigenschaft.[3]